# Кокура-хан

Мон роду Хосокава

Мон роду Оґасавара

Кокура-хан (яп. 小倉藩, こくらはん) — хан в Японії, у провінції Будзен, регіоні Кюсю.

## Короткі відомості
- Адміністративний центр: місто Кокура (сучасне місто Кітакюсю префектури Фукуока). З 1866 року — місто Кавара повіту Таґава[1], а з 1870 року — місто Тойоцу повіту Міяко[2].

- Інші назви: Кавара-хан (香春藩), Тойоцу-хан (豊津藩).

- Дохід:

300 000 коку протягом 1600—1632 років;
150 000 коку протягом 1632—1871 років.
- До 1632 управлявся родом Хосокава, що належав до тодзама і мав статус володаря провінції (国主).

З 1632 управлявся родом Оґасавара, що був переведений з Акасі-хан у провінції Харіма. Цей рід належав до фудай і мав статус володаря замку (城主). Голови роду мали право бути присутніми у залі імператорського дзеркала сьоґуна.
- Дочірній хан: Кокура-Сінден-хан.

- Ліквідований в 1871.

## Правителі
| №  | Ім'я                | Ім'я       | Роки      | Ранг, титул              | Примітки                         |
| -- | ------------------- | ---------- | --------- | ------------------------ | -------------------------------- |
| 1  | Хосокава Тадаокі    | 細川忠興   | 1602-1620 | 従三位 左近衛少将 参議   | Старший син Хосокави Фудзітаки   |
| 2  | Хосокава Тадатосі   | 細川忠利   | 1620-1633 | 従四位下 越中守 左権少将 | Третій син Хосокави Тадаокі      |
| 1  | Оґасавара Тададзане | 小笠原忠真 | 1632-1667 | 従四位下 右近将監 侍従   | Другий син Оґасавари Хідемаси    |
| 2  | Оґасавара Тадатака  | 小笠原忠雄 | 1667-1725 | 従四位下 右近将監 侍従   | Третій син Оґасавари Тададзане   |
| 3  | Оґасавара Тадамото  | 小笠原忠基 | 1725-1752 | 従四位下 右近将監 侍従   | Старший син Оґасавари Тадатаки   |
| 4  | Оґасавара Тадафуса  | 小笠原忠総 | 1752-1790 | 従四位下 左京大夫 侍従   | Шостий син Оґасавари Тадамото    |
| 5  | Оґасавара Тадамоцу  | 小笠原忠苗 | 1791-1804 | 従四位下 右近将監 侍従   | Третій син Оґасавари Наґаміті    |
| 6  | Оґасавара Тадаката  | 小笠原忠固 | 1804-1843 | 従四位下 大膳大夫 少将   | Другий син Оґасавари Наґатаме    |
| 7  | Оґасавара Тадаакіра | 小笠原忠徴 | 1843-1856 | 従四位下 左京大夫 侍従   | Другий син Оґасавари Тадакати    |
| 8  | Оґасавара Тадахіро  | 小笠原忠嘉 | 1856-1860 | 従四位下 右近将監        | Четвертий син Оґасавари Садатосі |
| 9  | Оґасавара Тадатосі  | 小笠原忠幹 | 1860-1865 | 従四位下 大膳大夫        | Другий син Оґасавари Наґатаке    |
| 10 | Оґасавара Таданобу  | 小笠原忠忱 | 1865-1871 | 従三位                   | Третій син Оґасавари Таданобу    |